# 1932 في البرتغال
فيما يلي قوائم الأحداث التي وقعت خلال عام 1932 في البرتغال.

## سياسة

### تعيين في المنصب
- 5 يوليو – أنطونيو سالازار رئيس وزراء البرتغال.

## مواليد

### يناير
- 6 يناير – خوسيه مارتينز كهنوت برتغالي.
- 18 يناير – كارلوس أنطونيو غوميز لاعب كرة قدم.

### أبريل
- 20 أبريل – روزا لوباتو دي فاريا

### يونيو
- 18 يونيو – أرماندو سانتياغو

### أغسطس
- 1 أغسطس – فيليكس سلفادور لاعب كرة قدم برتغالي.

### أكتوبر
- 22 أكتوبر – خوسيه فييرا

### ديسمبر
- 3 ديسمبر – أنتونيو غاريدو حكم كرة قدم برتغالي.
- 23 ديسمبر – جيرمانو دي فيكريدو لاعب كرة قدم برتغالي.

## وفيات

### مارس
- 23 مارس – ماريا أونيل (مواليد 1873) كاتبة برتغالية.

### يوليو
- 2 يوليو – مانويل الثاني ملك البرتغال (مواليد 1889) آخر ملوك البرتغال ، التي تحولت لجمهورية فيما بعد.

### نوفمبر
- 2 نوفمبر – كارلوس مايا بينتو (مواليد 1866) سياسي برتغالي.